# Hadula expressa
Hadula expressa là một loài bướm đêm trong họ Noctuidae.